# Автошлях Т 0811
Автошля́х Т 0811 — автомобільний шлях територіального значення в Запорізькій області. Проходить територією Веселівського, Михайлівського та Мелітопольського районів через Веселе — Новобогданівку. Загальна довжина — 35,6 км.

## Маршрут
Автошлях проходить через такі населені пункти:
| Автошлях Т 0811       |              |
| Запорізька область    |              |
| Веселівський район    |              |
| Веселе                | Т 0805Т 0817 |
| Новоуспенівка         |              |
| Новоіванівка          |              |
| Матвіївка             | Т 0818       |
| Мелітопольський район |              |
| Відродження           |              |
| Михайлівський район   |              |
| Миколаївка            |              |
| Мелітопольський район |              |
| Новобогданівка        | E105М18      |